# Altena (Waldbauer)
Altena ist ein Ortsteil von Breckerfeld im Ennepe-Ruhr-Kreis im Regierungsbezirk Arnsberg in Nordrhein-Westfalen (Deutschland).

## Lage und Beschreibung
Altena liegt im Nordosten des Breckerfelder Stadtgebietes auf 369 Meter über Normalnull im Bezirk Waldbauer an der Stadtgrenze zu Hagen östlich von Zurstraße. Weitere Nachbarorte sind Niederfeldhausen, Stenking, Kalthausen, Wirminghausen und Baunscheidt. Südlich befindet sich das Waldgebiet am Krägeloher Berg.

## Geschichte
Altena wurde erstmals 1456 in einer Liste der Nutzungsberechtigten der Kuhweider Mark urkundlich erwähnt. In der Urkunde ist von einem Vrykoete tom Altena, Hentzen to Velthusen die Rede.